# Johannes Silvius

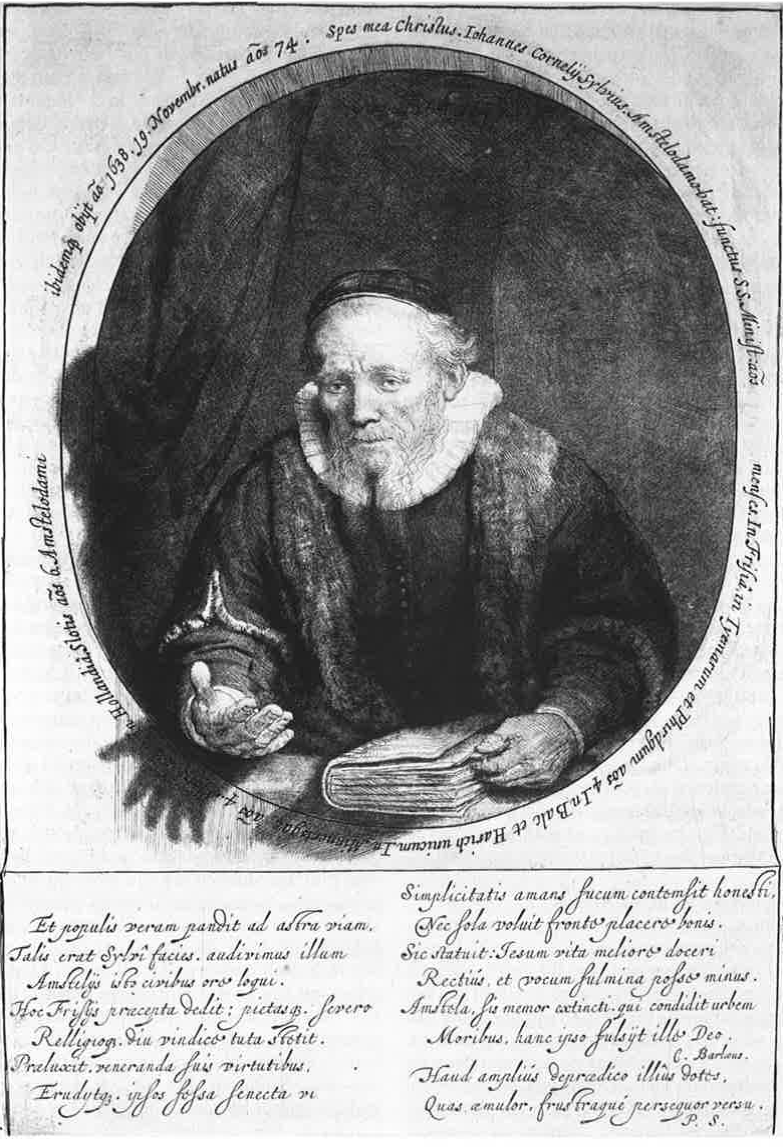
Ets van ds Johannes Sylvius door Rembrandt 1646
met gedicht van Barlaeus
Zo was het gezicht van Sylvius, wiens welbespraaktheid de mensen leerde dat zij Christus moeten eren
En hen de ware weg wees naar het hemelrijk.
Wij allen hebben hem gehoord als hij door deze mond predikte voor de burgers van de Amstelstad. Met deze mond ook gaf hij regels aan de Friezen.
Godsvrucht en eredienst waren in veiligheid zolang hun strenge hoeder hen bewaakte.
Een lichtend tijdvak, dat vanwege Syvlius' deugden geëerd moet zijn: volwassen mannen heeft hij zelfs totdat hij oud en moe was onderwezen in de leer. Hij beminde oprecht eenvoud en verachtte valse schijn. Hij was niet uit om zich bij personen alleen door uiterlijk vertoon geliefd te maken. Hij zei het zo; Jezus kan juister worden onderricht door het leiden van een beter leven en minder door het bulderen van stemgeluid. Amsterdam, blijf denken aan uw dode, hij stichtte u.

Johannes Cornelisz. Silvius (Sylvius) (1564 - 19 november 1638) was een gereformeerd predikant uit de Republiek der Zeven Verenigde Nederlanden. 

## Biografie
Zijn ouders waren Cornelius Hermanni (overleden te Delft 1569) en Maria Jansdr. Snoeck (overleden te Amsterdam, 28 april 1607). Op vierentwintigjarige leeftijd ging hij op kosten van de stad Amsterdam theologie studeren aan de jonge Universiteit van Franeker. Hij volgde daar colleges van beroemde Sibrandus Lubbertus (1555 – 1625). In 1591 trouwde hij met Lucia Sixti, dochter van dominee Sixtus Ripperti. Uit dit huwelijk zijn twee kinderen geboren, Maria (1592) en Cornelis (1594). Lucia overleed drie weken na de geboorte van Cornelis. 
Na zijn studie werd Silvius beroepen in Terband en vanaf 1595 in Tzummarum. Aldaar hertrouwde hij met Aeltje van Uylenburgh (1570- 20 februari 1644), dochter van  Pieter Rommertsz. Uylenburgh, een lakenkoopman en later burgemeester van Leeuwarden en oom van Saskia van Uylenburgh, de vrouw van Rembrandt. In 1598 krijgt Silvius het verzoek van de gemeente Amsterdam, die voor zijn studie betaald had, om als predikant mee te gaan op de ‘Tweede Schipvaart’ van de VOC onder bevel van Jacob Cornelisz van Neck. Hij slaat dit verzoek af. 
Achtereenvolgens was hij predikant in Firdgum, Balk (en Harich), Minnertsga, en in 1603 in Sloten (Friesland).
In Sloten overleden aan de pest drie van de zes kinderen, Cornelis (uit het eerste huwelijk), Lucia en Petrus. In 1604 werd hij beroepen naar de Sloterkerk, nabij Amsterdam. In dit Noord-Hollandse Sloten werd weer een Cornelis geboren, die op vierjarige leeftijd verdronk. Drie jaar later werd een derde Cornelis geboren.
In 1610 wordt hij op voorspraak van Jacob de Graeff, door de burgemeester van Amsterdam benoemd tot predikant van de Gasthuiskerk. Deze functie was de enige predikantsplaats die hij op grond van begevingsrechten mocht aanstellen. De Amsterdamse predikanten werden in opdracht van de burgemeester geacht om eensgezind op te treden in de landelijk synode, de classis en de kerkenraad. Voor de functie van gasthuispredikant was het noodzakelijk om ‘aan een ieder algemene christelijke troost te bieden’. Daarvoor was een op kerkelijk en politiek gebied vreedzaam en gematigd persoon nodig. Hij heeft tijdens de gewelddadige godsdienstige rellen van 1617 en 1628 geen rol gespeeld. Samen met veertien andere predikanten moest hij volgens rooster twee keer per zon- en feestdag preken in een van de grote kerken van de stad. Vanaf 1622 wordt zijn eigen kansel de Oude Kerk. 
In Amsterdam zijn nog twee kinderen geboren. (Petrus in 1610 en Johannes 1612)
In Amsterdam kwam hij in contact met een neef van zijn vrouw, de kunsthandelaar Hendrick van Uylenburgh. Via Hendrick kwam hij in contact met Rembrandt.
Er is onduidelijkheid of de contacten tussen Rembrandt en zijn toekomstige vrouw Saskia via de kunsthandelaar of predikant gelegd is. Sylvius heeft de vader van Saskia persoonlijk gekend. Hij was tevens Saskia haar gemachtigde (niet haar voogd, dat was Gerrit van Loo) om de ondertrouw akte te tekenen. Later heeft hij haar bijgestaan bij verschillende familieaangelegenheden en rechtszaken. Hij was samen met Aeltje getuigen bij de doop van Rembrandt en Saskia hun eerste kind Rombertus, en doopte in 1638 in de Oude Kerk de tweede, dochter Cornelia.
Saskia was op haar beurt in 1637 peettante van Sylvius kleindochter. Zijn vrouw Aeltje was getuigen bij de doop van het vierde kind, Titus.
Na bijna dertig jaar predikantschap in Amsterdam overleed Silvius en werd op 24 november 1638 begraven in de Oude Kerk.
Rembrandt heeft Sylvius vier keer geportretteerd. Twee etsen en een schilderij bij leven. Eén ets postuum, in opdracht van de zoon Cornelis. Bij deze ets paste Rembrandt dezelfde techniek toe als bij de handen van Frans Banninck Cocq op De Nachtwacht. Het schaduweffect geeft een diepte zodat door het 3D effect lijkt of en hand wordt uitgestoken. Uit de randtekst (een gedicht van Barlaeus) blijkt de zachtmoedige aard van Silvius. In de samenvatting van Simon Schama moest de ets ‘op een of andere manier de welsprekendheid, zonder donder en bliksem suggereren'. 
Alleen de etsen en enkele schetsen daarvan zijn bewaard gebleven. Het schilderij is na vererving binnen de familie Van Lennep verloren gegaan. De schilderijen (van Sylvius en zijn vrouw ) zijn voor het laatst beschreven in 1835 in bezit van kunsthandelaar John Smith in Engeland.

## Nageslacht
- Dochter Anna (1598 – 11 april 1642) trouwde in 1620 in de Nieuwe Kerk met Marten Wijnen. In tien jaar kreeg het stel twaalf kinderen, van wie de helft jong stierf.
- Zoon Andreas (? - 1630) is omgekomen bij de kust van Brazilië, volgens de familiekroniek, ‘door wilden deerlijck omgebracht’.
- Dochter Maria (1601  - ?) kreeg vier zonen en een dochter, waarbij Saskia van Uijlenburg peettante werd van de enige dochter.

- Zoon Cornelis Jansz ( 27 augustus 1608 – oktober 1685) werd opperkoopman van de VOC en twee keer burgemeester van Haarlem. In 1642 bestelde hij bij Rembrandt tot twee keer toe etsen van zijn vader. Hij trouwde in Indië met Janneke van Hairn. Op de terugweg naar Holland bevalt zij van een dochter Johanna. Janneke overlijdt vier dagen voor aankomst in Holland. In 1648 hertrouwt hij met Margarieta Deijmans. Ze krijgen twee zoons en twee dochters. Johannes (1652 -1740, lid Hoge Raad en burgemeester van Haarlem) en Petrus. De kleindochter van Petrus Margareta  (Haarlem, 9 april 1722 - 6 september 1757 Heemstede) trouwt op 18 mei 1745 in Haarlem met mr. David van Lennep (3 oktober 1721 Amsterdam - 20 mei 1771 Heemstede). Via deze tak is het geslacht Sylvius verbonden geraakt met het geslacht Van Lennep,

De ets van ds Sylvius is lang bekend gebleven in de familie van Lennep. 
Bij het overlijden op 27 februari 1799 van Cornelia Petronella van Lennep ( geboren 6 januari 1773) maakte Cornelis van Lennep (de grootvader van Jacob van Lennep) dit gedicht :
Graveerkunst stondt verbaasd, toen Rembrandts fikse naald
‘tGelaat van Sylvius op ’t koper had gemaald
Zij dagt hem zelv’ te zien, en waande, in deeze trekken
Niet slechts zijn aangezicht, maar ook zijn geest te ontdekken
’t Scheen dat Welspreekendheid zijn handen nog bewoog
Nog las men Hoop en Liefde in ’t altijd minzaam oog
(daarna volgt een lofdicht op Cornelia Petronella en haar betreurde vroege dood) 
In 1653 erft Cornelis Jansz van zijn broer Petrus een statenbijbel die hij laat restaureren en voorzien van extra bladzijde. Daarop schreef hij de familiekroniek die later de bron vormt van de herontdekking van ds Sylvius. De statenbijbel laat hij op zijn beurt na aan zijn dochter. Het is al die eeuwen in bezit gebleven van de familie van Lennep en in 1960 geschonken aan het gemeentearchief van Amsterdam.
- Zoon Petrus (19 november 1610 – 11 januari 1653) behoorde tot de vriendenkring van Rembrandt. Hij werd ook predikant o.a. in Sloten Friesland waar zijn broer, halfbroer en zus begraven waren. Later werd hij predikant te Muiden. Rembrandt maakte in 1637 een ets van hem. Hij trouwde in 1638 met Sibilla Dilburgh en na haar overlijden met Christina van Gene. Hij kreeg drie kinderen. Hij laat zijn statenbijbel na aan zijn broer Cornelis.